# St. Bartholomäus (Großaga)

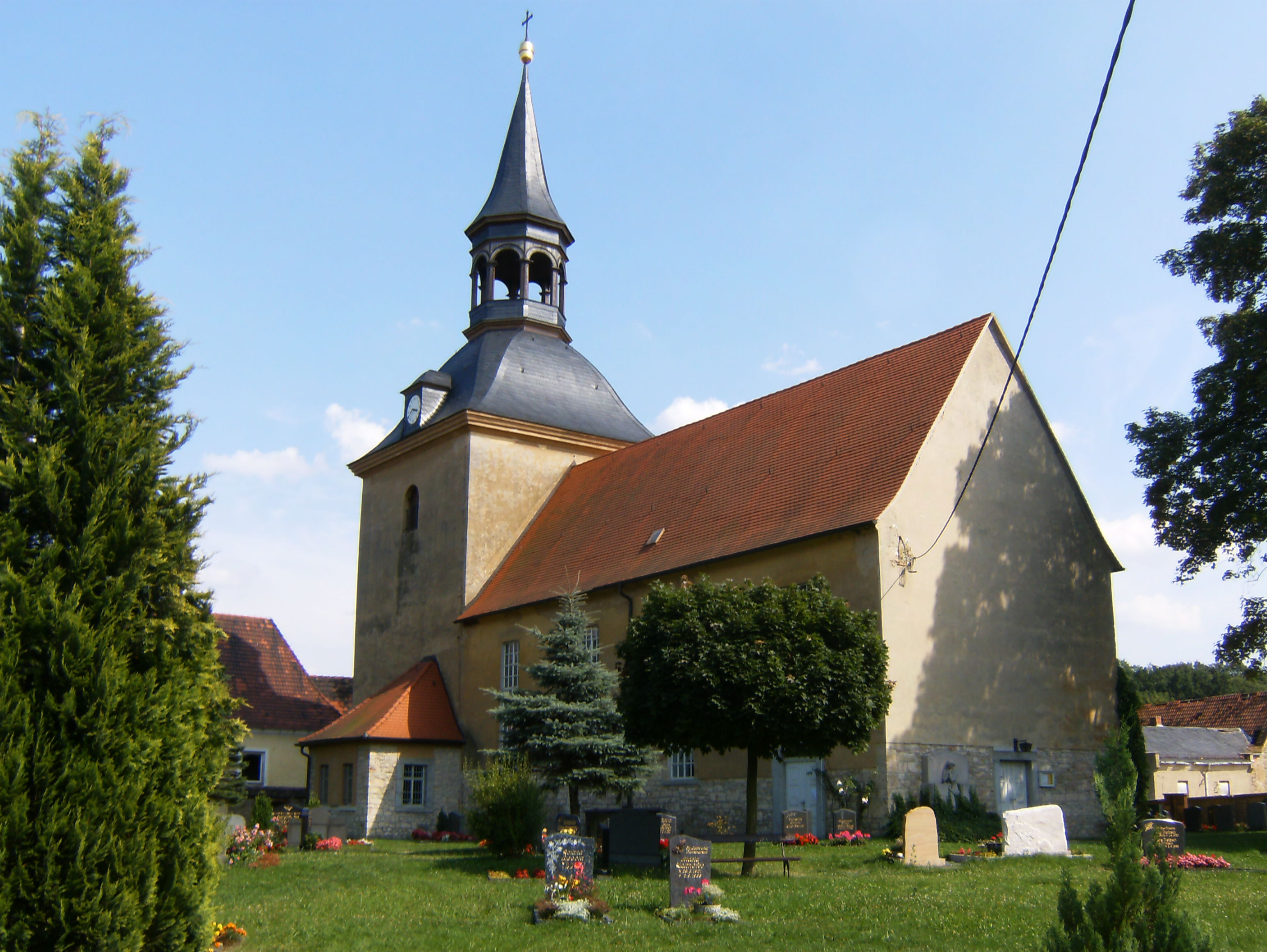
Die Kirche

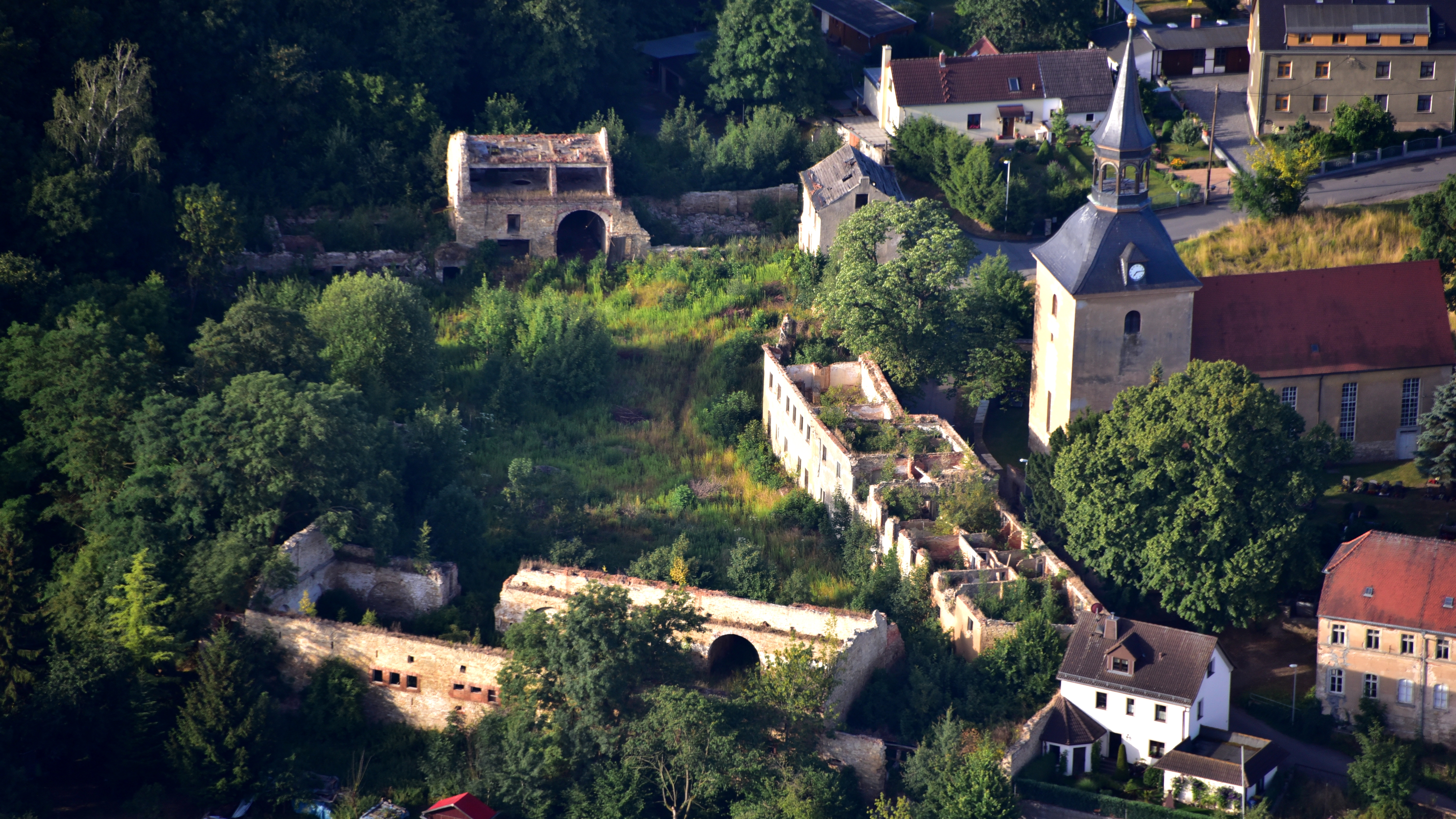
Großaga, St. Bartholomäus, Luftaufnahme (2018)

Die evangelische Dorfkirche St. Bartholomäus steht im Ortsteil Großaga des Stadtteils Aga der kreisfreien Stadt Gera. Sie gehört zum Pfarramt Gera-Langenberg im Kirchenkreis Gera der Evangelischen Kirche in Mitteldeutschland.

## Geschichte
Die Kirche ist einschiffig und besitzt einen eingezogenen Chor mit quadratischem Kern und besaß wohl im Mittelalter einen Chorturm.
1631 trug man das oberste Geschoss des Turmes ab. 1849 wurde das Kirchenschiff umgebaut und nach Westen verlängert. Zudem wurde es neu ausgestattet. Das Kirchenschiff besitzt dreiseitige Emporen. An den Längsseiten sind sie zweigeschossig. Im kreuzgratgewölbten Chor steht der Kanzelaltar mit korinthischen Säulen und verkröpftem Gebälk. Der Kanzelaltar und die Taufe wurden 1719 und 1720 vom Geraer Bildhauer Johann Samuel und Johann Christow Schäffer gefertigt und 1967 wurden sie neugefasst. Aus dem 18. Jahrhundert stammt das Taufgestell.
Seit dem 19. Jahrhundert trägt der Kirchturm eine Schweifkuppel und einem Spitzhelm. 1966 und 1967 erfolgte die letzte Innenrenovierung.